# Bouconvillers
Bouconvillers è un comune francese di 374 abitanti situato nel dipartimento dell'Oise della regione dell'Alta Francia.

## Società

### Evoluzione demografica
Abitanti censiti